# Stati vassalli e tributari dell'Impero ottomano
Con il termine di Stato vassallo dell'Impero ottomano si indicano una serie di stati tributari o vassalli, solitamente posti alla periferia dell'Impero ottomano sotto la sovranità della Sublime porta ma non direttamente controllati per diverse ragioni politiche o storiche.

## Funzioni
Molti di questi stati servivano come stato cuscinetto tra i domini ottomani islamici e l'Europa cristiana o le popolazioni asiatiche. Il loro numero variava a seconda delle epoche ma i più importanti furono senz'altro il Khanato di Crimea, la Valacchia, la Moldavia e la Transilvania. Altri stati come Bulgaria, il Regno d'Ungheria, il Despotato di Serbia e la Bosnia erano vassalli prima di essere direttamente assorbiti nell'Impero. Altri invece avevano un valore prettamente commerciale come l'Imerezia, la Mingrelia, Chio, il Ducato di Naxos e la Repubblica di Ragusa (Dubrovnik). Aree con città sante e aree tributarie veneziane erano Cipro e Zacinto che vennero poi interamente incorporate nei confini dell'Impero. Infine altre piccole aree come il Montenegro/Zeta ed il Monte Libano non meritavano lo sforzo di una conquista e non vennero mai subordinate completamente al centro. Il Principato di Serbia divenne tributario nel 1817 dopo essere stato già tributario sino al XV secolo quando venne annesso all'Impero.

## Forme
- Molti stati avevano il sistema dell'eyalet, ovvero aree a cui veniva concesso di eleggere il loro governante sotto la sovranità del sultano turco (ad esempio Albania, Epiro e Morea) o erano di fatto eyalet indipendenti come Algeri, Tunisi, la Tripolitania e poi il Khedivato d'Egitto.
- Altri stati come la Moldavia, la Valacchia e la Transilvania che pagavano tributi agli ottomani avevano pieno diritto di nominare o deporre i loro governanti, godevano del diritto di avere eserciti locali ed avevano il pieno controllo della loro politica estera.
- Altri stati come la Repubblica di Ragusa pagavano il tributo per l'intero del loro territorio e riconoscevano la sovranità ottomana.
- Altri stati come lo Sceriffato della Mecca riconoscevano la sovranità ottomana ma erano immediatamente dipendenti dal sultano.

Vi erano anche vassalli secondari come l'Orda Nogai ed i Circassi che erano (almeno nominalmente) vassalli dei khan di Crimea, o alcuni popoli berberi ed arabi che pagavano tributi ai beylerbeyis nordafricani, che erano a loro volta vassalli degli ottomani.
Altri stati pagavano tributi per il possesso dei loro legami con l'Impero ottomano ma non erano in possesso diretto degli ottomani come ad esempio gli Asburgo per la parte del Regno d'Ungheria o la Repubblica di Venezia per Zacinto.
Altri tributi da potenze straniere includevano esempi come il "denaro di protezione" talvolta chiamato "tassa dell'orda" (simile al Danegeld) pagato dalla Russia e dalla Confederazione polacco-lituana. Esso veniva solitamente pagato ai khan di Crimea piuttosto che al sultano ottomano direttamente.

## Elenco

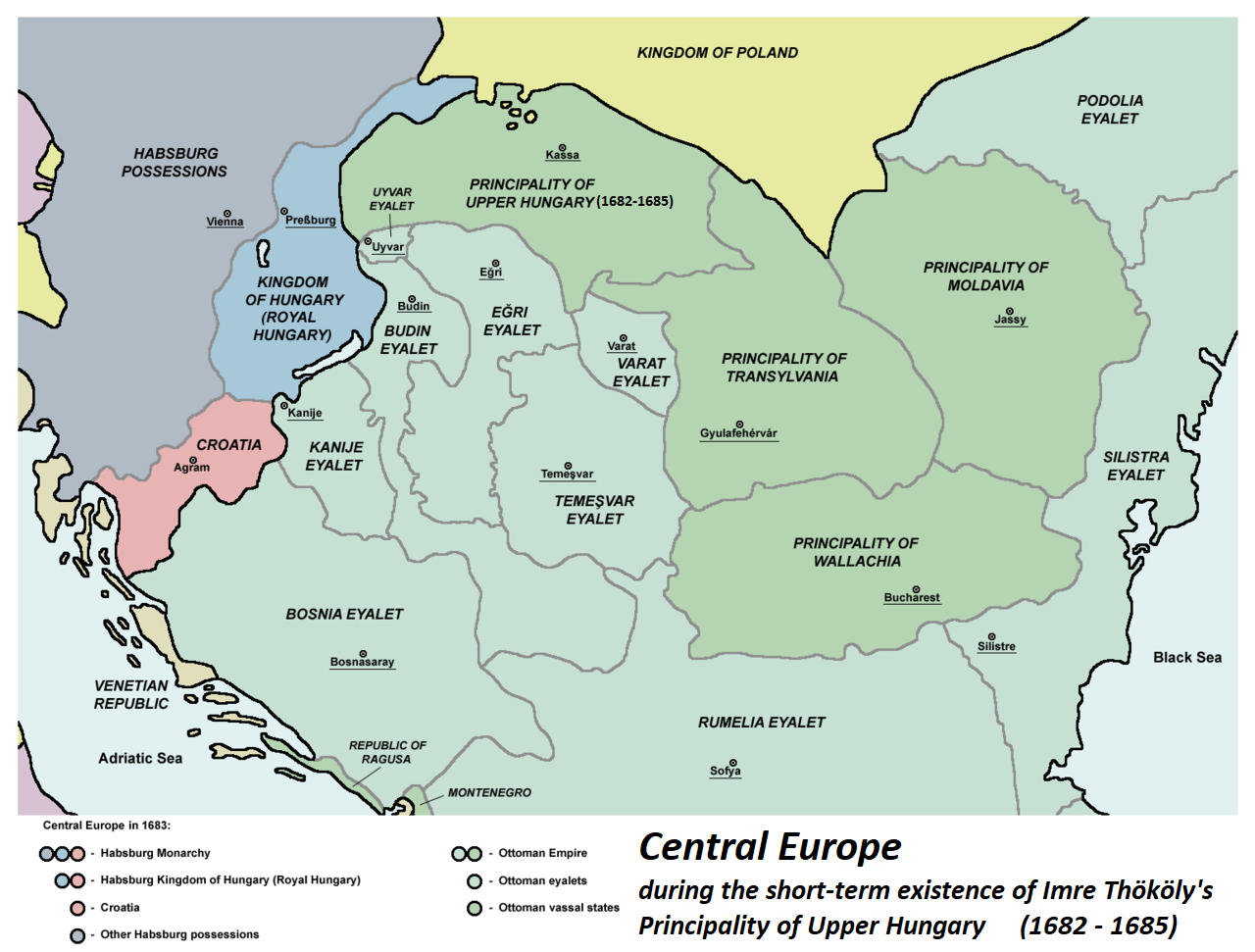
Mappa che illustra alcuni stati vassalli dell'Impero ottomano nel 1683

- Impero bizantino, stato vassallo dal 1372 al 1403, tributario dal 1424 in poi.
- Principato di Valacchia (Eflâk Prensliği), 1395–1397, 1417–1861 con alcune interruzioni; annesso per breve tempo come eyalet nel 1521–22 e nel 1595–96[2])
- Despotato di Serbia[3] (ca. 1402–1459)
- Principato di Moldavia (Boğdan Prensliği), 1456–1457, 1503–1861 con alcune interruzioni; annesso per breve tempo come eyalet nel 1595–96[2])
- Repubblica di Ragusa, 1458-1808
- Khanato di Crimea (Kırım Hanlığı), 1478–1774
- Sceriffato della Mecca, 1517-1803
- Khanato di Kazan' (Kazan Hanlığı), 1523: conquistato per breve tempo dal Khanato di Crimea con Sahib I Giray[4]
- Ducato di Nasso, 1537, 1565-1579
- Regno d'Imerezia, 1555-1804
- Principato di Transilvania (Erdel), 1570–1692 con alcune interruzioni
- Sultanato di Aceh, 1569-fine del XVIII secolo[5][6]
- Regno di Boemia, per breve tempo nel 1620 sotto Federico I di Boemia[7]
- Etmanato cosacco: Riva destra ucraina sotto il governo di Petro Doroshenko (1669—1675)
- Alta Ungheria (attuale Slovacchia), 1681–1685 sotto Imre Thököly[8]
- Principato di Serbia (Sırbistan Prensliği), 1817–1830; autonomia de facto nel 1833–1878
- Principati Uniti di Romania (Romanya Prensliği), 1862–1877
- Khedivato d'Egitto (Mısır), 1867–1914: de jure sotto sovranità ottomana, ma di fatto pienamente autonomo, e dal 1882 protettorato inglese; ruppe definitivamente con la sovranità ottomana da quando l'Impero entrò nella prima guerra mondiale divenendo Sultanato d'Egitto.
- Principato di Bulgaria (Bulgaristan Prensliği), 1878–1908
- Principato di Samo (Sisam), 1835–1912: stabilito come principato tributario autonomo sotto il controllo di un governatore cristiano; annesso dalla Grecia durante la Prima guerra balcanica
- Rumelia orientale (Doğu Rumeli), 1878–1885: fondata col Trattato di Berlino del 13 luglio 1878 come provincia autonoma; si unì al Principato di Bulgaria come stato tributario il 6 settembre 1885 ma rimase de jure sotto sovranità ottomana; indipendente col resto della Bulgaria dal 5 ottobre 1908.
- Cipro (Kıbrıs), 1878–1914: stabilita come protettorato inglese sotto la sovranità ottomana con la Convenzione di Cipro del 4 giugno 1878; annessa dall'Inghilterra con l'entrata dell'Impero ottomano nella prima guerra mondiale.
- Qatar (Katar), 1872–1913
- Stato Cretese (Girit), 1898–1912/13: istituito come stato tributario capeggiato da un governatore cristiano; nel 1908 il parlamento cretese unilateralmente dichiarò l'unione con la Grecia; l'isola venne occupata dalla Grecia nel 1912 e de jure annessa nel 1913